# 퀸틸리아니역
퀸틸리아니역(이탈리아어: Quintiliani)은 로마 지하철 B선의 역이다. 피에트라 산귀냐 가 (via della Pietra Sanguigna)에 위치해 있으며 역 근처에 있었던 고대의 카살레 데이 퀸틸리아니 (ancient Casale dei Quintiliani)에서 이름을 따왔다. 근처의 다른 거리로는 카베 디 피에트랄라타 가 (via delle Cave di Pietralata)와 카살레 퀸틸리아니 가 (via del Casale Quintiliani)가 있으며 산드로 페르티니 병원이 역 근처에 있다.

## 역사
이 역은 정식 영업을 시작하기 전 피에트랄라타(이탈리아어: Pietralata, 현재의 피에트랄라타 역은 페로니아 역으로 불림)라는 역명을 가지고 있었으나, 혼동을 일으킬 수 있다는 이유로 1990년에 역명을 바꾸면서 현재의 이름이 되었다. 지금은 훤히 트인 교외에 자리잡은 채 운영되고 있지만, 원래는 정확히 같은 곳에 위치한 SDO (Sistema Direzionale Orientale)에, 몬테사르코 구의 'D선'으로 계획된 노선 역과의 환승을 제공하기로 계획되어 있었다. 그러나 아직까지도 D선은 개통되지 않고 있다. 1990년 B선 연장구간이 개통되면서 아직 완공되지 않았던 이 역에는 정차하지 않고 통과했다. 이는 2003년 6월 23일 퀸틸리아니 역이라는 역명으로 영업을 시작할 때까지 계속되었다.

## 시설
이 역에는 다음과 같은 시설이 있다.
- 파크 앤드 라이드 시설
- 장애인 전용 승차시설
- 엘레베이터
- 에스컬레이터
- 역 감시카메라 (CCTV)

## 역 주변
- 산드로 페르티니 병원